# جانبورغا

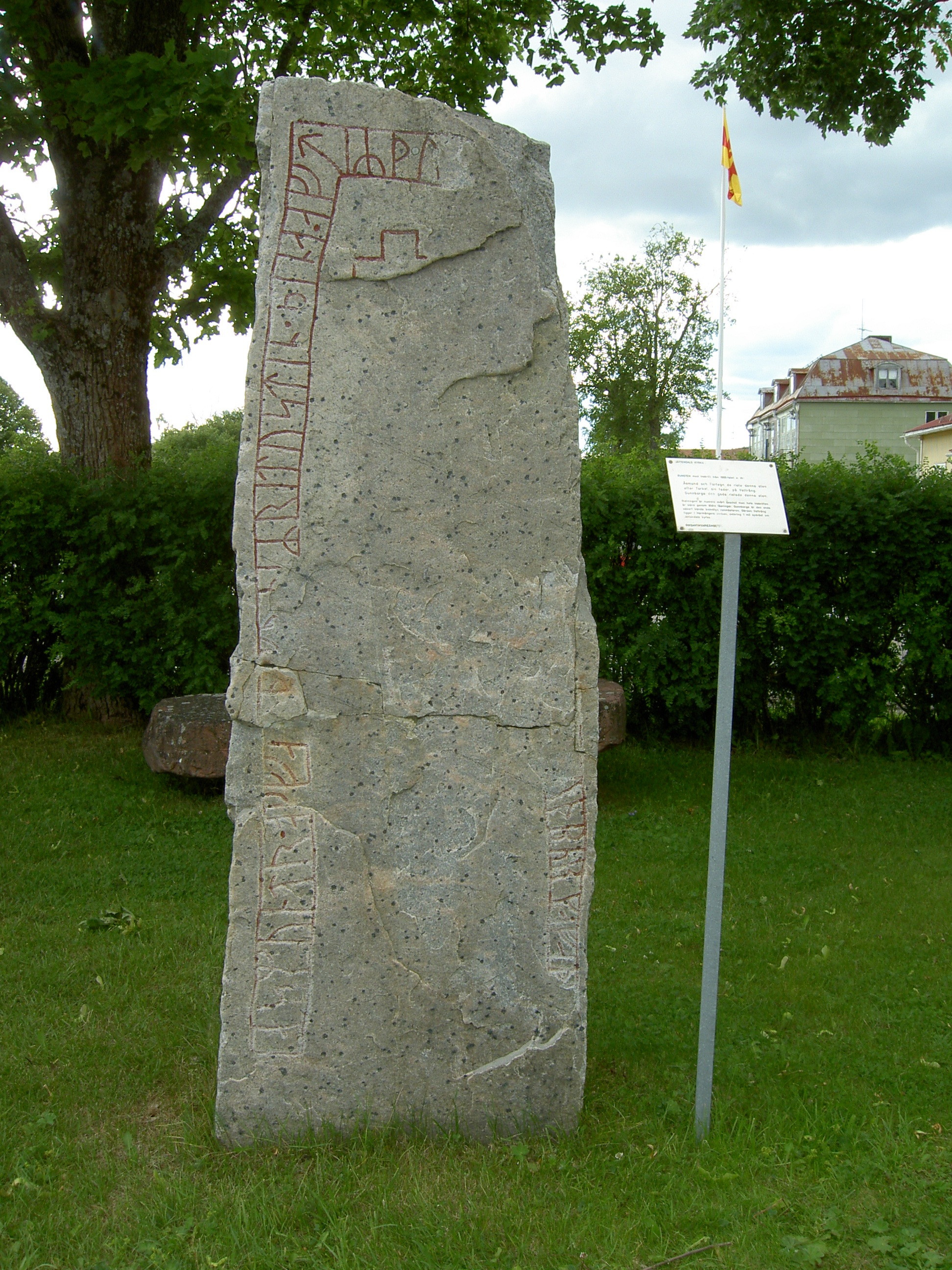
نقش هيلسنجلاند رون رقم 21

جانبورغا (القرن الحادي عشر)، والمعروفة أيضا باسم (جانبورغا الخيرة) (بالسويدية: Gunnborga den goda)، وكانت صانعة شواهد سويدية من عصر الفايكنج.
كانت هي من صنعت النقش في الشاهد الحجري هيلسنجلاند رون رقم 21 وتمت الإشارة إليها باعتبارها صانعة الشواهد الأنثى الوحيدة التي تم التوثق منها.